# والت بيلامي
والت بيلامي (بالإنجليزية: Walt Bellamy) مواليد 24 يوليو 1939 في نيوبيرن - الوفاة 2 نوفمبر 2013، كان لاعب كرة سلة أمريكي بدأ مسيرته الاحترافية في سنة 1961. يبلغ طوله 6 قدم 11 بوصة (2.1 م). اعتزل اللعب في 1974.

## فرق لعب لها
- واشنطن ويزاردز
- نيويورك نيكس
- ديترويت بيستونز
- أتلانتا هوكس
- يوتاه جاز

## الميداليات
| الميدالية | المسابقة                       |
| --------- | ------------------------------ |
| ذهبية     | الألعاب الأولمبية الصيفية 1960 |

## روابط خارجية
- والت بيلامي على موقع IMDb (الإنجليزية)
- والت بيلامي على موقع إن إن دي بي (الإنجليزية)
- والت بيلامي على موقع قاعدة بيانات الفيلم (الإنجليزية)
- والت بيلامي على موقع الاتحاد الدولي لكرة السلة (الإنجليزية)
- والت بيلامي على موقع إن بي أي (الإنجليزية)
- والت بيلامي على موقع سبورتس رفرنس (الإنجليزية)
- والت بيلامي على موقع كلية كرة السلة في سبورتس رفرنس.كوم (الإنجليزية)
- والت بيلامي على موقع ريلجم (الإنجليزية)
- والت بيلامي على موقع بروبوليرز (الإنجليزية)
- والت بيلامي على موقع قاعة المشاهير الجامعة الوطنية لكرة السلة (الإنجليزية)
- والت بيلامي على موقع سبورتس رفرنس (الإنجليزية)
- والت بيلامي على موقع أوليمبيديا (الإنجليزية)
- والت بيلامي على موقع قاعة كارولاينا الشمالية للمشاهير الرياضية (الإنجليزية)